# Runt
Runt è un film del 2020 diretto da William Coakley da una sceneggiatura di Coakley, Armand Constantine e Christian Van Gregg. Interpretato da Cameron Boyce, Nicole Elizabeth Berger, Aramis Knight, Jason Patric, Cyrus Arnold, Tichina Arnold ed Aydin Etehadi, il film è dedicato alla memoria di Boyce, morto il 6 luglio 2019.
Venne presentato in anteprima il 29 febbraio 2020 al Mammoth Film Festival.

## Trama
Cal è un adolescente che, rimasto traumatizzato da un incidente stradale, sviluppa una personalità fredda e poco empatica. Quando sviluppa un interesse per la coetanea Gabriella, il ragazzo inizia a subire bullismo dal fidanzato di quest'ultima e dal suo gruppo di amici. Questo secondo avvenimento negativo influenzerà ancora una volta la sua personalità, spingendolo verso una totale mancanza di empatia e compassione.

## Produzione
Nel luglio 2018 venne annunciato che Cameron Boyce era entrato a far parte del cast del film, con William Coakley alla regia da una sceneggiatura da lui scritta insieme ad Armand Constantine e Christian van Gregg. Si tratta del debutto di Coakley come regista. Quello stesso mese, Jason Patric, Brianna Hildebrand, Tichina Arnold, Aramis Knight, Nicole Elizabeth Berger e Mitch Silpa si unirono al cast del film.

### Riprese
Le riprese del film cominciarono nel luglio 2018. Il film è stato segnalato per essere in fase di post-produzione quando Boyce è morto il 6 luglio 2019.

## Distribuzione
Il film è stato presentato al Mammoth Film Festival nel febbraio 2020 dove ha vinto un premio. Nel giugno 2021, 1091 Media ha acquistato i diritti di distribuzione del film. Il film ha avuto distribuzione cinematografica a partire dall'autunno 2021.

## Accoglienza
Sull'aggregatore Rotten Tomatoes il film riceve il 67% delle recensioni professionali positive con un voto medio di 6,7 su 10 basato su 6 critiche.